# Zašlapané projekty
Zašlapané projekty jsou cyklus České televize z roku 2009, který se věnoval především objevům, vynálezům a nápadům českých osobností z oblasti vědy, techniky, architektury nebo sportu, ke kterým došlo před rokem 1989 a které z nejrůznějších důvodů nedošly uznání, byť by si je podle tvůrců pořadu zasloužily. Pořadem provázel Jaroslav Skalický, spoluautor pořadu a redaktor Českého rozhlasu. Jeden díl trval cca 18 až 19 minut. V roce 2010 byla některá témata zpracována do stejnojmenné knihy.
Motto pořadu je „Cyklus o unikátních nápadech, projektech a objevech, které za minulého režimu nesměly spatřit světlo světa.“ – objektivně je tento slogan sám o sobě nepravdivý, neboť ony projekty většinou „světlo světa spatřily“.

## Seznam odvysílaných dílů
(v závorce uvedeno datum prvního odvysílání konkrétního dílu)
1. Pražské metro (8. 1. 2009)
2. Pod značkou ČSA (15. 1. 2009)
3. Lokomotiva „u ledu“ (22. 1. 2009)
4. Kontaktní čočky profesora Wichterleho (29. 1. 2009)
5. Nežádoucí architekti (5. 2. 2009)
6. Památník Vítkov (12. 2. 2009)
7. Stop pro „čezetu“ (19. 2. 2009)
8. Pistole CZ 75 (26. 2. 2009)
9. Zapomeňte na škodovku (5. 3. 2009)
10. Los Angeles 1984 (12. 3. 2009)
11. Pohřbená dálnice (19. 3. 2009)
12. Příběh zvaný flexareta (26. 3. 2009)
13. Vrtulník HC-4 (2. 4. 2009)
14. Kinoautomat (9. 4. 2009)
15. Kauza Tatraplan (16. 4. 2009)
16. Kombajn pro muzeum (23. 4. 2009)
17. První byla EMA (30. 4. 2009)
18. Mikroskop, který předběhl dobu (7. 5. 2009)
19. Případ MEVRO (14. 5. 2009)
20. Minor – sláva a pád (21. 5. 2009)
21. Babeta nešla do světa (28. 5. 2009)
22. Vltava šanci neměla (4. 6. 2009)
23. Piana pana Kořána (11. 6. 2009)
24. Motorák alias Chrochtadlo (18. 6. 2009)
25. Karosu pokořil Ikarus (25. 6. 2009)
26. Zánik továrny EMBO (3. 9. 2009)
27. Folkový kolotoč  (10. 9. 2009)
28. Dálník pana Andrleho (17. 9. 2009)
29. Hlubinné objevy (24. 9. 2009)
30. Tunel na Jadran (1. 10. 2009)
31. Stadion Odborářů (8. 10. 2009)
32. Kabriolet pro Stalina (15. 10. 2009)
33. Vzkříšení Moravského teplokrevníka (22. 10. 2009)
34. Hurikan šanci nedostal (29. 10. 2009)
35. Vesničky SOS (5. 11. 2009)
36. Nevítaný odkaz ševcovské dynastie (12. 11. 2009)
37. Mopedu Stadion odzvonilo (19. 11. 2009)
38. Emigrace kardiologa Poupy (26. 11. 2009)
39. Osud restaurátora Makeše (3. 12. 2009)
40. Zapomenutý epidemiolog Raška (10. 12. 2009)
41. ETAREA – sen o bydlení (17. 12. 2009)

## Kritika
Na diskusní stránce k pořadu je autorům pořadu u mnoha dílů vytýkána značná nepřesnost, tendenčnost a vynechávání faktů, které nezapadají do jejich koncepce pořadu. Diváci v diskusi zpochybňují neutralitu autorů pořadu mj. proto, že ve všech dílech se jako jediný viník onoho „zašlapání projektu“ přímo i nepřímo uvádí anonymní komunistický režim a autoři nepřipouštějí možnost, že by za tím mohli být i konkrétní lidé (např. u projektu Karosa ŠM 16,5), objektivní příčiny (např. u Dálnice D1) nebo projekt sám o sobě (např. Stadion Odborářů). Faktická neúplnost dílu Minor – sláva a pád byla kritizována i jeho externím spolupracovníkem.